# فرودگاه بین‌المللی دپوتادو لوئیس ادواردو مگاهاس
فرودگاه بین‌المللی دپوتادو لوئیس ادواردو مگاهاس (به انگلیسی: Deputado Luís Eduardo Magalhães International Airport) (به زبان بومی: Aeroporto Internacional de Salvador-Deputado Luís Eduardo Magalhães (2 de Julho)) یک فرودگاه همگانی و نظامی مسافربری با کد یاتا SSA است که یک باند فرود آسفالت دارد و طول باند آن ۳۰۰۵ متر است. این فرودگاه در شهر سالوادور کشور برزیل قرار دارد و در ارتفاع ۲۰ متری از سطح دریا واقع شده‌است.

## شرکت‌های هواپیمایی و مقصدهای پروازی

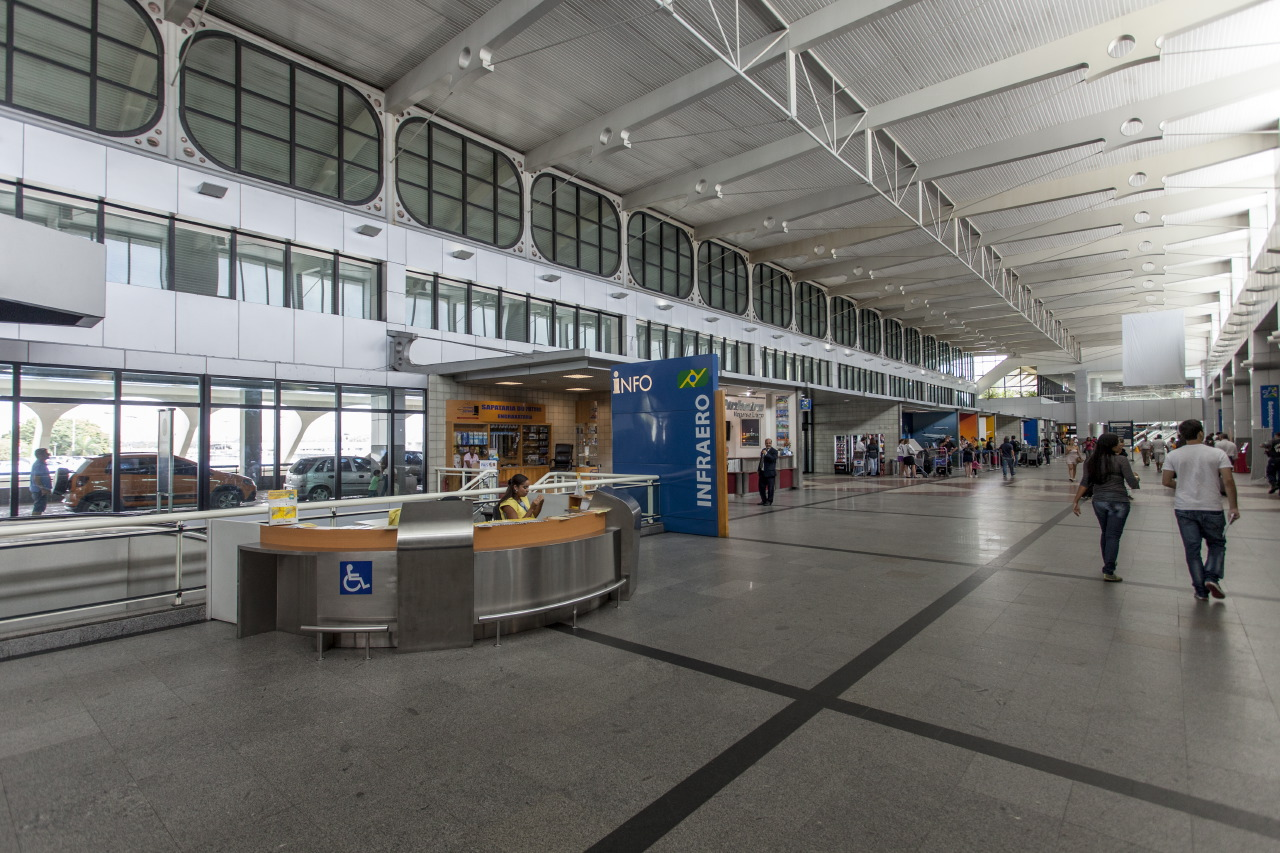
Inside the airport.

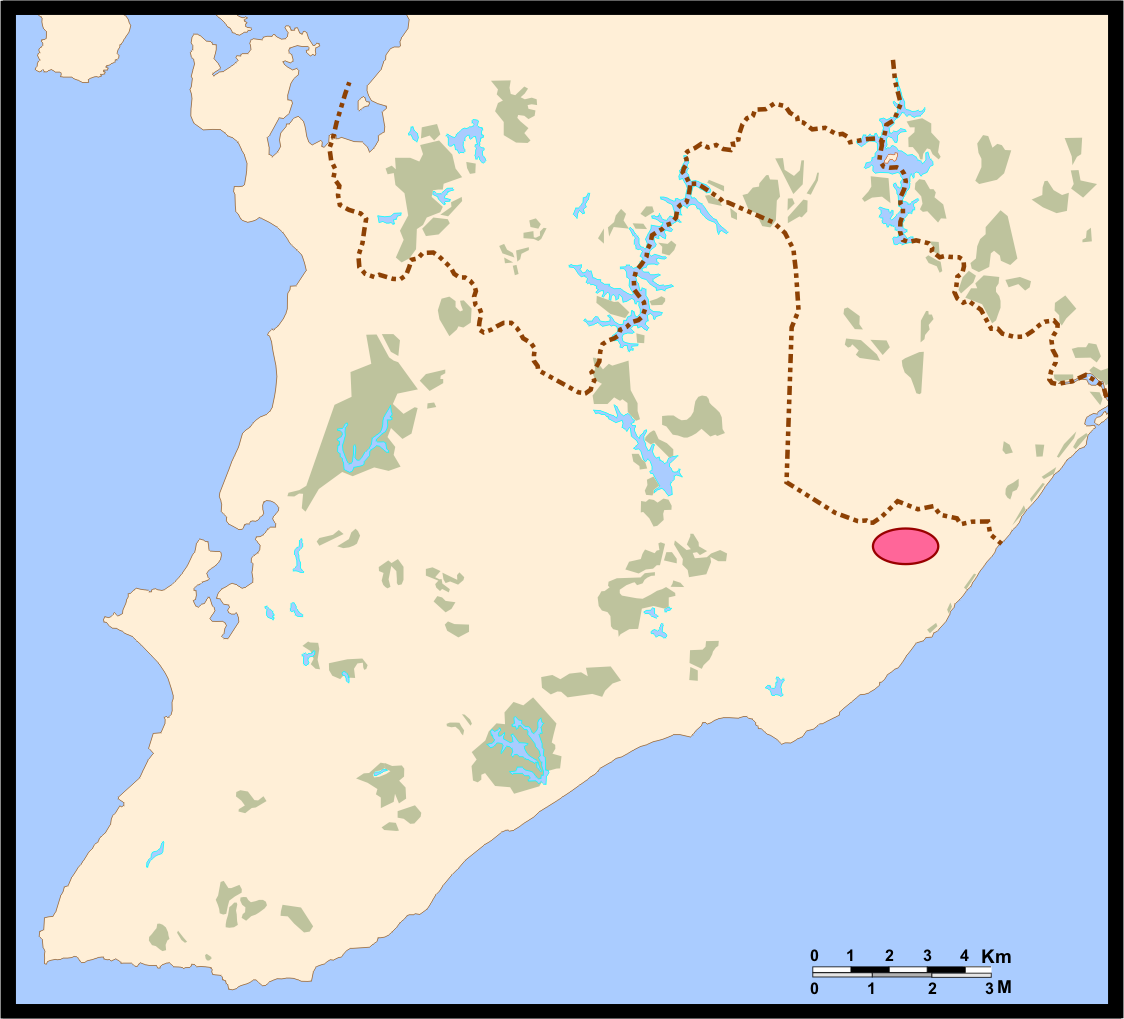
Location of airport in Salvador in red.

### مسافری
| شرکت‌های هواپیمایی     | مقصدهای پروازی |
| --------------------- | --- |
| ارولینیاس آرژانتیناس  | محله هوایی یورگ نوبری، مینیسترو پیستارینی، اینگنیرو ارناوتیکو امبرسیو تاراولا |
| ایر اروپا             | مادرید-باراخاس |
| اویانکا برزیل         | سانتا ماریا، ال دورادو (آغاز از ۱۵ سپتامبر ۲۰۱۷), برازیلیا، پینتو مارتینز، ایله‌وس یرگ امادو، زومی دوس پالمیراس، پترولینا، ریکایف، ریو دوژانیرو گالیائو، کونگونیاس-سائو پائولو، سائو پائولو گوارولوس |
| آزول برزیلین ایرلاینز | باریراس، ول د کائس، تانکردو نوس، برازیلیا، کمپینا گرند، ویراکوپوس-کامپیناس، آفونسو پنا، Feira de Santana، هرکیلیو لوز، پینتو مارتینز، ایله‌وس یرگ امادو، لنکوئیز، زومی دوس پالمیراس، ادواردو گومز، گریتر نیتل، پائولو آفونسو، پترولینا، سلگدو فیلهو، پورتو سگورو، ریکایف، سانتوس دومنت، مارشال کونیا ماچادو, ترسینا، ویتوریا دا کونکیستا                                    |
| گول ایر ترنسپورت      | سانتا ماریا، ول د کائس، تانکردو نوس، برازیلیا، مینیسترو پیستارینی، کمپینا گرند، اینگنیرو ارناوتیکو امبرسیو تاراولا، آفونسو پنا، پینتو مارتینز، ایله‌وس یرگ امادو، زومی دوس پالمیراس، ادواردو گومز، گریتر نیتل، سلگدو فیلهو، پورتو سگورو، ریکایف، ریو دوژانیرو گالیائو، سانتوس دومنت، مارشال کونیا ماچادو، کونگونیاس-سائو پائولو، سائو پائولو گوارولوس، اوریکو داگویار سالاس |
| تام ایرلاینز          | تانکردو نوس، برازیلیا، پینتو مارتینز، پرزیدانت کاسترو پینتو، ریکایف، ریو دوژانیرو گالیائو، کونگونیاس-سائو پائولو، سائو پائولو گوارولوس، پورتو آلگری، کوریتیبا فصلی:مینیسترو پیستارینی (آغاز از ۵ ژانویه ۲۰۱۸; ends ۱۲ فوریه ۲۰۱۸) |
| پاساردو لینهاس آئرئاس | باریراس، ویتوریا دا کونکیستا |
| تاپ پرتغال            | لیسبون پورتلا |

### باری
| شرکت‌های هواپیمایی   | مقصدهای پروازی                                   |
| ------------------- | ------------------------------------------------ |
| Total Linhas Aéreas | تانکردو نوس، پینتو مارتینز، سائو پائولو گوارولوس |